# Campeonato Mundial de Atletismo em Pista Coberta de 2022 - 1500 m feminino
A prova dos 1500 metros feminino do Campeonato Mundial de Atletismo em Pista Coberta de 2022 ocorreu entre os dias  18 e 19 de março na Belgrade Arena, em Belgrado, na Sérvia.

## Recordes
Antes desta competição, os recordes mundiais e do campeonato nesta prova eram os seguintes:
|                       | Nome         | Nacionalidade | Tempo     | Local    | Data                   |
| --------------------- | ------------ | ------------- | --------- | -------- | ---------------------- |
| Recorde mundial       | Gudaf Tsegay | Etiópia       | 3m 53s 09 | Liévin   | 9 de fevereiro de 2021 |
| Recorde do campeonato | Gelete Burka | Etiópia       | 3m 59s 75 | Valência | 9 de março de 2008     |

Os seguintes recordes foram estabelecidos durante esta competição:
| Data        | Evento | Atleta       | Nacionalidade | Tempo     | Notas                 |
| ----------- | ------ | ------------ | ------------- | --------- | --------------------- |
| 19 de março | Final  | Gudaf Tsegay | Etiópia       | 3m 57s 19 | Recorde do campeonato |

## Medalhistas
| Ouro               | Prata                 | Bronze               |
| Gudaf Tsegay (ETH) | Axumawit Embaye (ETH) | Hirut Meshesha (ETH) |

## Cronograma
Todos os horários são locais (UTC+1).
| Data        | Hora  | Evento  |
| ----------- | ----- | ------- |
| 18 de março | 12:20 | Bateria |
| 19 de março | 20:35 | Final   |

## Resultados

### Bateria
Qualificação: 3 atletas de cada bateria (Q) mais os 3 melhores qualificados (q). 
| Posição | Bateria | Atleta            | Nacionalidade  | Tempo   | Notas                |
| ------- | ------- | ----------------- | -------------- | ------- | -------------------- |
| 1       | 1       | Axumawit Embaye   | Etiópia        | 4:04.83 | Q                    |
| 2       | 2       | Hirut Meshesha    | Etiópia        | 4:05.75 | Q                    |
| 3       | 1       | Winnie Nanyondo   | Uganda         | 4:06.11 | Q                    |
| 4       | 2       | Josette Norris    | Estados Unidos | 4:06.27 | Q                    |
| 5       | 1       | Claudia Bobocea   | Roménia        | 4:06.66 | Q                    |
| 6       | 1       | Linden Hall       | Austrália      | 4:06.69 | q,                   |
| 7       | 3       | Gudaf Tsegay      | Etiópia        | 4:06.71 | Q                    |
| 8       | 3       | Lucia Stafford    | Canadá         | 4.07.95 | Q                    |
| 9       | 3       | Sara Kuivisto     | Finlândia      | 4:08.05 | Q                    |
| 10      | 3       | Heather MacLean   | Estados Unidos | 4:08.13 | q                    |
| 11      | 3       | Marta Pérez       | Espanha        | 4:10.09 | q                    |
| 12      | 2       | Alma Delia Cortés | México         | 4:10.95 | Q                    |
| 13      | 2       | Aurore Fleury     | França         | 4:12.20 |                      |
| 14      | 3       | Nozomi Tanaka     | Japão          | 4:12.31 | Recorde nacional     |
| 15      | 2       | Sarah Healy       | Irlanda        | 4:12.44 |                      |
| 16      | 1       | Erin Wallace      | Grã-Bretanha   | 4:12.46 |                      |
| 17      | 2       | Gresa Bakraqi     | Kosovo         | 4:28.40 |                      |
| 18      | 3       | Amina Bakhit      | Sudão          | 4:30.90 | Recorde da temporada |
| 19      | 1       | Anjelina Lohalith | ART            | 4:34.72 | Recorde da temporada |

### Final
A final ocorreu dia 19 de março às 20:35.
| Posição           | Atleta            | Nacionalidade  | Tempo   | Notas                 |
| ----------------- | ----------------- | -------------- | ------- | --------------------- |
| Medalha de ouro   | Gudaf Tsegay      | Etiópia        | 3:57.19 | Recorde do campeonato |
| Medalha de prata  | Axumawit Embaye   | Etiópia        | 4:02.29 |                       |
| Medalha de bronze | Hirut Meshesha    | Etiópia        | 4:03.39 |                       |
| 4                 | Winnie Nanyondo   | Uganda         | 4:04.60 |                       |
| 5                 | Josette Norris    | Estados Unidos | 4:04.71 |                       |
| 6                 | Linden Hall       | Austrália      | 4:06.34 | Recorde da temporada  |
| 7                 | Heather MacLean   | Estados Unidos | 4:06.38 |                       |
| 8                 | Lucia Stafford    | Canadá         | 4:06.41 | Recorde da temporada  |
| 9                 | Claudia Bobocea   | Roménia        | 4:09.64 |                       |
| 10                | Marta Pérez       | Espanha        | 4:10.23 |                       |
| 11                | Sara Kuivisto     | Finlândia      | 4:12.79 |                       |
| 12                | Alma Delia Cortés | México         | 4:13.71 |                       |

Legenda
| Recorde mundial       | Recorde mundial (World record)               |                       | Recorde africano                      | Recorde africano (African) |                                           | Q | Classificado por posição (Qualified) |
| Recorde do campeonato | Recorde do campeonato (Championship record)  | Recorde da América    | Recorde da América (Americas)         | q                          | Classificado por melhor tempo (Qualified) |   |                                      |
| Melhor marca do ano   | Melhor marca do ano (World leading)          | Recorde asiático      | Recorde asiático (Asian)              | DNS                        | Não largou (Did not start)                |   |                                      |
| Recorde nacional      | Recorde nacional (National record)           | Recorde europeu       | Recorde europeu (European)            | DNF                        | Não terminou (Did not finish)             |   |                                      |
| Recorde pessoal       | Recorde pessoal do atleta (Personal best)    | Recorde da Oceania    | Recorde da Oceania (Oceania)          | DSQ / DQ                   | Desclassificado (Disqualified)            |   |                                      |
| Recorde da temporada  | Recorde da temporada do atleta (Season best) | Recorde sul-americano | Recorde sul-americano (South America) | NM                         | Sem marca (No mark)                       |   |                                      |